# Carlos Lupi
Carlos Roberto Lupi (Campinas, 16 marzo 1957) è un politico brasiliano, presidente del Partito Democratico Laburista (PDT) e vicepresidente dell'Internazionale Socialista, attuale Ministro della Previdenza e della Sicurezza sociale del Brasile dal 1º gennaio 2023.
È stato deputato federale dello stato di Rio de Janeiro, segretario dei trasporti della città di Rio, segretario del governo dello stato di Rio de Janeiro e ministro del lavoro e dell'occupazione nei governi di Lula e Dilma Rousseff.

## Biografia
Lupi è figlio di Paulo Roberto Lupi e Carmelita Lopes Cavalcanti Lupi. Ha conosciuto Leonel Brizola nel 1980, quando lavorava come giornalista, ed è entrato a far parte del PDT nello stesso anno. Si è laureato nel 1981.

## Vita pubblica
Per quattro anni (1983-1987) è stato il coordinatore generale delle Regioni amministrative meridionali della città di Rio de Janeiro nelle amministrazioni di Jamil Haddad, Marcelo Alencar e Saturnino Braga e, dopo le elezioni municipali del 1988, è stato anche consigliere speciale del sindaco Marcelo Alencar.
Nel 1990 è stato eletto deputato federale, diplomandosi su invito di Alencar, che lo ha nominato Segretario municipale dei trasporti. Diviso tra l'Esecutivo e il Legislativo, è stato vice capogruppo del PDT alla Camera dei Deputati, segretario della Giunta regionale (1994) e tesoriere della Giunta nazionale (1996). In qualità di deputato, ha presentato 13 progetti di legge. È stato membro del comitato per l'istruzione, la cultura e lo sport, contribuendo a votare sulle linee guida nazionali per l'istruzione e sulla legge di base. Nel bilancio dell'Unione per il 1992, ha approvato 13 emendamenti, di cui hanno beneficiato i settori dell'Istruzione e della Salute nel Comune e nello Stato di Rio. Ha ottenuto l'approvazione di due importanti bandi: quello del vescovo Edir Macedo, per chiarire il coinvolgimento nel traffico di droga e quello del ministro dell'Istruzione, Carlos Chiarelli. Ha inoltre creato una Commissione mista speciale per discutere i privilegi della magistratura.
Nel 1998 è stato eletto primo supplente del Senatore Saturnino Braga ( PDT, PT, PSB, PCdoB, PCB ). Saturnino ha promesso di condividere con Lupi il mandato di otto anni, promessa che non ha rispettato. Dopo l'elezione, è stato segretario di Stato al governo sotto Anthony Garotinho (1999-2000). Candidato al Senato nel 2002, ha ottenuto 180.000 voti e si è candidato al decimo posto.
Ha assunto la presidenza nazionale del PDT, dopo la morte di Brizola, il 23 luglio 2004. Nelle elezioni del 2006 si è candidato al governo dello Stato di Rio de Janeiro, classificandosi sesto, con l'1,52% dei voti (125.735).
Il 29 marzo 2007 ha assunto la carica di ministro al ministero del Lavoro e dell'Occupazione nel governo di Luiz Inácio Lula da Silva. Durante il suo mandato ha proposto azioni finalizzate a maggiori investimenti nel settore produttivo e alla creazione di nuove linee di credito, come la FGTS Pro-Quota Line. A lui si deve l'ampliamento dei corsi gratuiti del Sistema S, la regolamentazione dei centri sindacali, la regolamentazione del lavoro domenicale e la redazione della proposta di emendamento costituzionale per regolarizzare il lavoro.
Nel novembre 2011 è stato accusato di coinvolgimento in un controverso caso di appropriazione indebita di denaro pubblico. Lupi è stato interrogato presso la Commissione di Ispezione Finanziaria, difendendosi dalle denunce.
Nel 2012 è tornato alla presidenza nazionale del PDT. Nel 2014 si è candidato al Senato di Rio de Janeiro, classificandosi al quinto posto, con il 3,09% dei voti (228.086).
Nel 2017 è stato promosso alla carica di vicepresidente dell'Internazionale socialista, un'organizzazione che riunisce partiti di sinistra associati in tutto il mondo.
Il 29 dicembre 2022, in seguito alla vittoria alle elezioni presidenziali del 2022 di Luiz Inácio Lula da Silva, è nuovamente richiamato dal Presidente eletto nel suo gabinetto ministeriale, divenendo “Ministro della Previdenza e della Sicurezza sociale” del Brasile a partire dal 1º gennaio 2023.